# Kasrawad
Kasrawad è una suddivisione dell'India, classificata come nagar panchayat, di 19.035 abitanti, situata nel distretto di Khargone, nello stato federato del Madhya Pradesh. In base al numero di abitanti la città rientra nella classe IV (da 10.000 a 19.999 persone).

## Geografia fisica
La città è situata a 22° 7' 60 N e 75° 35' 60 E e ha un'altitudine di 168 m s.l.m..

## Società

### Evoluzione demografica
Al censimento del 2001 la popolazione di Kasrawad assommava a 19.035 persone, delle quali 9.728 maschi e 9.307 femmine. I bambini di età inferiore o uguale ai sei anni assommavano a 3.120, dei quali 1.644 maschi e 1.476 femmine. Infine, coloro che erano in grado di saper almeno leggere e scrivere erano 10.878, dei quali 6.430 maschi e 4.448 femmine.